# Camiel Dekuysscher
Camiel Dekuysscher (né le 27 août 1916 à Saint-Denis et mort le 8 avril 1988 à Gand) est un coureur cycliste belge. Professionnel de 1935 à 1951 et spécialisé dans les courses de six jours, il en a remporté cinq.

## Palmarès

### Six Jours
- 1936
  - Six Jours d'Anvers (avec Alfred Hamerlinck)
  - Six Jours de Gand (avec Albert Billiet)
  - 2e des Six Jours de Copenhague (avec Albert Billiet)
- 1939
  - Six Jours de Buenos Aires (avec Remigio Saavedra)
  - 3e des Six Jours de Paris (avec Dirk Groenewegen)
- 1947
  - 3e des Six Jours de Bruxelles (avec Fernand Spelte)
  - 3e des Six Jours de Gand (avec Albert Sercu)
- 1948
  - Six Jours de Gand (avec Achiel Bruneel)
  - 2e des Six Jours de Bruxelles (avec Achiel Bruneel)
- 1950
  - Six Jours de Munich (avec Odiel Van Den Meerschaut)
  - 3e des Six Jours de New York (avec Fernand Spelte)

### Prix
- 1935
  - 3e du Prix Hourlier-Comès (avec Gustaaf Degreef)
- 1936
  - Prix Dupré-Lapize (avec Jean Aerts)
- 1947
  - Prix Hourlier-Comès (avec Fernand Spelte)

### Championnats d'Europe
- 1949
  -  2e aux championnats d'Europe de course à l'américaine (avec Achiel Bruneel)